# 빅 버스
《빅 버스》(영어: The Big Bus)는 미국에서 제작된 제임스 프롤리 감독의 1976년 풍자 코미디 영화이다. 조지프 벌로니아 등이 출연하였다. 재난 영화 장르를 패러디하였으며, 원자력으로 기동하는 대형 버스의 첫 국토 횡단 여행 소동을 그린다.
개봉 당시에는 엇갈린 평가를 받았으며 흥행에 실패하였으나 이후 컬트 영화로 자리잡았다.

## 출연진
- 조지프 벌로니아
- 스토커드 채닝
- 존 벡
- 러네이 오베어전와
- 네드 베이티
- 호세 페레르
- 루스 고든
- 해럴드 굴드
- 래리 해그먼
- 샐리 켈러먼
- 리처드 멀리건
- 린 레드그레이브
- 리처드 B. 슐
- 스튜어트 마걸린
- 하워드 헤스먼
- 월터 브룩
- 빅 테이백
- 머피 던
- 비토 스코티

## 같이 보기
- 에어플레인 (영화)
- 네오플란 점보크루저